# Романистика
Романи́стика (лат. romanus — римский), или романская филология, — область индоевропейской филологии, изучающая романские языки и литературу, а также фольклор и культуру романских народов Старого и Нового света.
Романистика возникла ещё в Средние века, преимущественно как смежная гуманитарная дисциплина, трактующая отношения между классической латынью и романскими языками. Интерес к романистике возрос после появления поэзии трубадуров, использовавших для записи песен провансальский язык. Но как наука романистика появилась лишь в эпоху Возрождения, поскольку до этого многие романские языки считались лишь диалектами, говорами, койне, идиомами латыни.
Первым филологом-романистом считается Данте, много сделавший для становления литературного итальянского языка. Постепенно сфера романистики расширилась. Теперь она занимается не только собственно романскими языками, но также изучает культуру романских народов. Особый интерес для романистов представляет процесс возникновения и эволюции романских языков из латыни, сам процесс романизации, включая субстрат, суперстрат, адстрат, а также классификация романских языков и диалектов.